# Apanteles sophrosine
Apanteles sophrosine är en stekelart som beskrevs av Nixon 1976. Apanteles sophrosine ingår i släktet Apanteles och familjen bracksteklar. Inga underarter finns listade i Catalogue of Life.